# Conrad Wiene
Pour les articles homonymes, voir Wiene.
Conrad Wiene, né le 3 février 1878 à Vienne (Autriche-Hongrie) et mort le 21 août 1934 à Marienbad, fils de Carl Wiene et Paulette Löve , frère de Robert Wiene, est un réalisateur et scénariste allemand.

## Filmographie partielle

### Comme réalisateur
- 1917 : Irrende Liebe
- 1919 : Der Umweg zur Ehe
- 1922 : Das Erbe
- 1924 : La Puissance des ténèbres (Die Macht der Finsternis)
- 1927 : À huis clos (Unter Ausschluß der Öffentlichkeit)
- 1928 : Le Roi de la valse (Heut' spielt der Strauss)
- 1929 : Le Pion (Die Jugend am Scheideweg)
- 1930 : Eine Dirne ist ermordet worden
- 1931 : Das Schicksal einer schönen Frau
- 1931 : Sang viennois